# کنترل (فیلم ۲۰۰۳)
کنترل (به مجاری: Kontroll) فیلمی به کارگردانی نیمرود آنتال محصول سال ۲۰۰۳ مجارستان است. کنترل اولین فیلم بلند این کارگردان مجاری متولد لس آنجلس است.

## داستان
فیلم دربارهٔ مأموران کنترل بلیط است که روزانه با شهروندان متخاصم سر و کله می‌زنند و نگاهی تمسخرآمیز به سیستم متروی بوداپست دارد. در تیتراژ فیلم که شامل معرفی مسئول متروی بوداپست (محل فیلمبرداری) است، تأکید شده که این فیلم داستانی بوده و رفتار کارمندان مترو مطابق آنچه نشان داده‌شده نیست.

## ساخت
نیمرود آنتال فیلمنامه کنترل را به انگلیسی نوشت. ۹ ماه طول کشید تا او مقامات مسئول مترو را متقاعد کند تا اجازه دهند شب در سیستم زیرزمینی بوداپست فیلمبرداری کند. سرانجام این فیلم هر شب هنگام خاموش شدن سیستم مترو به مدت پنج ساعت و در ۴۰ شب فیلمبرداری شد. در یکی از سکانس‌های فیلم ژولت نادی تصادفی به یکی از ستون‌ها برخورد کرد که کارگردان تصمیم گرفت آن را در فیلم بگنجاند.

## دستاوردها
پس از بیست سال، این اولین فیلم مجار در جشنواره کن بود. همچنین این فیلم ارائهٔ مجارستان به جشنواره جایزه‌های آکادمی بخش بهترین فیلم خارجی زبان اسکار در سال ۲۰۰۴ بود.